# Edifício do London & River Plate Bank
Vista da fachada do Edifício do London & River Plate Bank
O Edifício do London & River Plate Bank é um patrimônio histórico da cidade de São Paulo. Tombado em 1992 pelo Conselho Municipal de Preservação do Patrimônio Histórico, Cultural e Ambiental da cidade de São Paulo, o local já foi sede de diferentes instituições bancárias. Fundado em 1912, na Rua 15 de Novembro, no centro histórico de São Paulo, o edifício tem a sua história intimamente entrelaçada com a trajetória econômica do país. O banco London & River Plate, que foi o primeiro ocupante e dá nome ao local, é um símbolo dos interesses da Inglaterra sobre a América do Sul. Com sedes por diferentes países do continente, a instituição foi decisiva, por exemplo, na negociação da consolidação da dívida externa brasileira em 1898, conhecida como Funding Loan.
O êxito do Banco Mauá com à bolsa londrina não passou desacautelado pelos investidores britânicos e na segunda metade do século XIX, um grupo capitalista se juntou para lançar o The London and Brazilian Bank, entre os responsáveis pelo empreendimento estavam vários acionistas da San Paulo Railway e Edward Johnson- grande importador de café do Brasil. Alguns meses depois, outro grupo se juntou e lançou o "The London and River Plate Bank, com o objetivo de também operar em Montevidéu e Buenos Aires.
Projetado e construído pelo escritório Lindenberg, Alves & Assumpção, o edifício foi construído de acordo com as características arquiteturais do período neogótico inglês. Apesar de ter sido tombado apenas no fim do século XX, a sua fachada original está conservada até os dias de hoje. Internamente, no entanto, o prédio foi modificado. Um dos motivos que contribuíram para a sua preservação foi os projetos de revitalização do centro da cidade, como, por exemplo, a implantação de calçadões. Além do banco London & River Plate, o edifício foi sede do Banco Comercial do Estado de São Paulo, do Banco Itaú e, atualmente, é uma das sedes do Banco do Brasil.

## História

### Banco London & River Plate
Muito anos antes da inauguração do edifício em São Paulo em 1912, o Banco London & River Plate já havia iniciado as suas operações. Inicialmente com o nome de London, Buenos Ayres and River Plate Bank, um grupo de capitalistas londrinos se uniram para fundar o banco em 1862 com o objetivo de investir na região do Rio da Prata, especificamente em Buenos Aires e Montevidéu – daí a origem do nome. Em um período marcado pela grande influência econômica do Reino Unido sobre a América Latina, não demorou para o banco prosperar na região.  

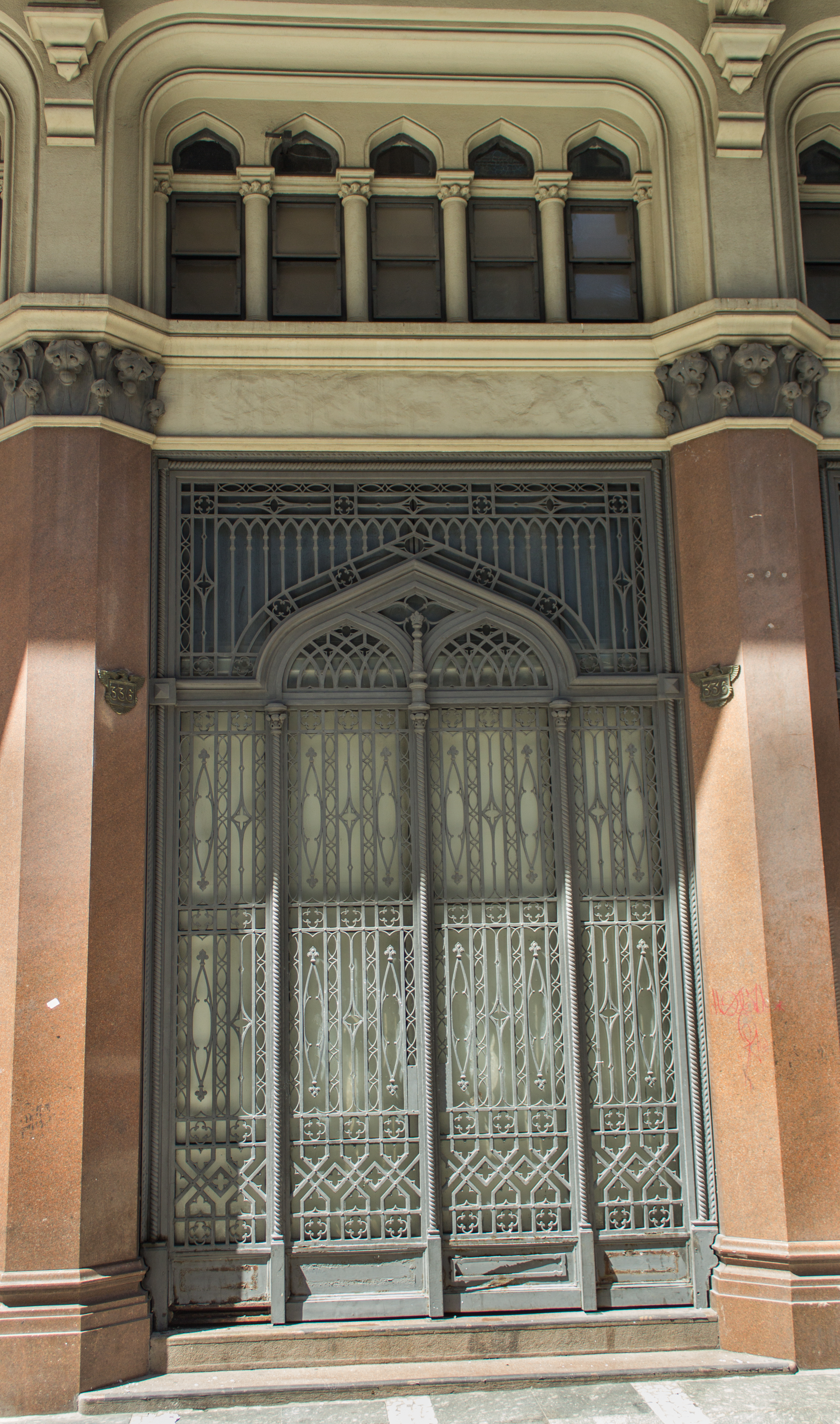
Entrada principal do Edifício do London & River Plate Bank

Com o crescimento dos negócios e querendo expandir pelo continente, o banco mudou de nome para London & River Plate Bank em 1865. Nos dois anos seguintes, além das sedes nas capitais de Argentina e Uruguai, já havia fundado agências em Rosário e Córdoba. Uma das políticas da instituição era se manter como um banco comercial, evitando entrar no ramo de investimentos. Isso o ajudou a sobreviver durante crises financeiras vividas na Argentina durante o fim do século XIX – no final deste período, estima-se que cerca de três quartos dos bancos de Buenos Aires fecharam as portas.
Estável na economia latino-americana, o London & River Plate Bank ampliou os seus negócios para o Brasil. Em outubro de 1891, durante o governo de Marechal Deodoro, o ministro de Estados dos Negócios da Fazenda, Manoel Deodoro da Fonseca, baixou um decreto permitindo que o banco londrino atuasse no país. Não demorou para que abrisse agências em Rio de Janeiro, São Paulo, Pernambuco.
Em 1918, Lloyds Bank adquiriu o controle do London & River Plate Bank. Cinco anos depois, também tomou posse de outro banco londrino que atuava na América Latina – o London & Brazilian Bank. Ao fim de 1923, os dois bancos recém-adquiridos foram fundidos, criando o Bank of London & South America, ou BOLSA, como era popularmente conhecido. A partir de então, ocorreram uma sucessão de aquisições – como em 1936, quando BOLSA comprou Anglo-South American Bank – até que, em 1971, o Lloyds Bank unificou todas as suas operações na Europa e na América Latina em uma nova subsidiária chamada Lloyds Bank International.

### Centro histórico de São Paulo
A opção do Banco London & River Plate de instalar a sua sede em São Paulo na Rua Quinze de novembro não foi um acaso. Ao lado da Rua São Bento e Rua Direita – o chamado "triângulo histórico" –, o logradouro é um dos berços da cidade e era visto com a principal via financeira da região paulistana no início do século XX. Por ali, estavam instalados bancos, comércios da elite, redações de jornais, cafés chiques. Foi ali, inclusive, que apareceu a primeira loja de departamentos de São Paulo, o Mappin, em 1912.

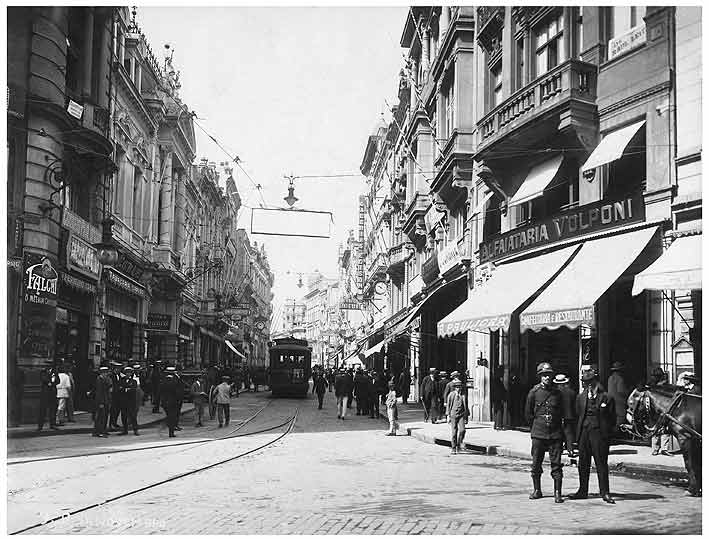
Vista a partir da praça Antônio Prado da Rua 15 de Novembro, em 1920

Em edição de 1963, a Revista Acrópole relatou que "uma vez ocupada a Rua Direita, as casas comerciais e residências importantes desenvolveram-se ao longo da Rua Imperatriz (Rua XV de Novembro) até à atual Praça Antônio Prado, um dos corações da cidade. A Rua XV de Novembro era sede das melhores lojas e confeitarias no fim do século XIX, um importante ponto de encontro para a burguesia cafeicultora."
Menos de um ano após ter sido anunciada a fusão do London & River Plate Bank com o London & Brazilian Bank, o grupo decidiu deixar o prédio que sediava o então London & River Plate Bank e mudou todas as suas operações para a antiga sede do London & Brazilian Bank, que também ficava na Rua Quinze de Novembro. Desde então, o Edifício London & River Plate Bank sempre foi ocupado por instituições financeiras. Foi, inicialmente, sede do Banco Comercial do Estado de São Paulo, depois foi do Banco Itaú até 2003, quando foi adquirido pelo governo do estado de São Paulo, na gestão de Geraldo Alckmim, e virou uma das sedes do Banco do Brasil.
Com o passar dos anos, no entanto, a região central original da formação da cidade paulistana foi perdendo o prestígio de outrora. Houve um movimento das principais empresas e bancos de migração em direção a outros pontos de São Paulo, como a Avenida Paulista, a Avenida Brigadeiro Faria Lima e a Marginal Pinheiros. Ainda assim, é possível avistar no centro histórico forte presença de instituições financeiras, como a BOVESPA. Nesse contexto, o BOLSA foi um dos que permaneceram na região, chegando, em 1959, a mudar a sua sede para a esquina da Rua Quitanda com a da Rua Álvares Penteado.

## Arquitetura

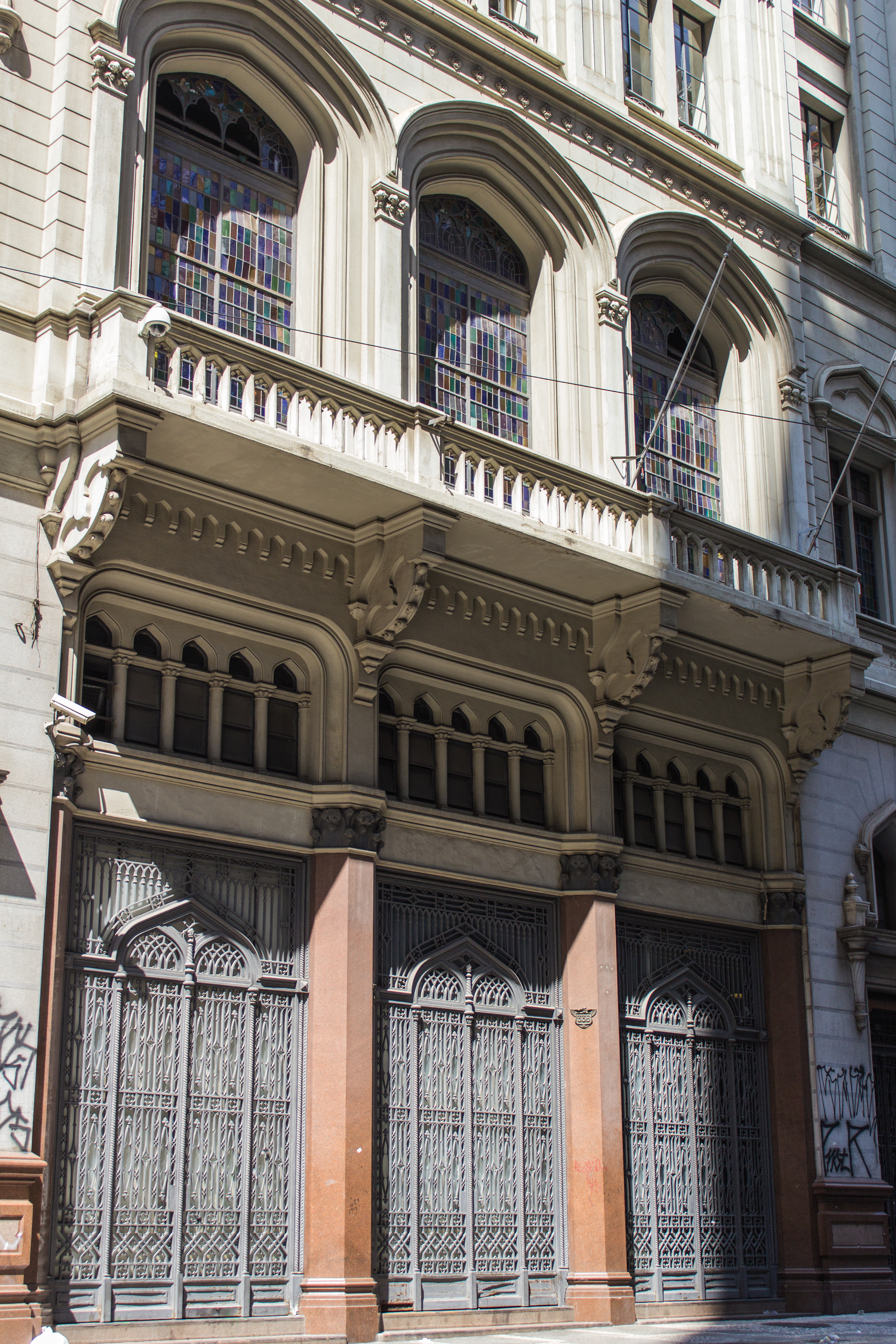
Detalhe para as linhas verticais na entrada do Edifício do London & River Plate Bank

Feito a partir da técnica construtiva de estrutura de concreto e alvenaria de tijolos, o Edifício do London & River Plate Bank foi projetado e construído pelo escritório Lindenberg, Alves & Assumpção e se encaixa nas características do período neogótico da arquitetura. Sem grandes alterações em sua fachada, o prédio manteve os seus onze pavimentos, sendo dois voltados para a Rua Boa Vista, sete para a Rua Quinze de Novembro e o porão. Internamente, no entanto, a construção sofreu modificações, como a retirada do mezanino.
Criada no século XI e com duração de cerca de 500 anos, a arquitetura gótica foi desenvolvida na França durante a Idade Média e se espalhou por toda a Europa. A Inglaterra viu com bons olhos a chegada do novo movimento e tratou de desenvolver um estilo de próprio. As características gerais de uma construção gótica são, entre outros, a ênfase nas linhas verticais, tetos altos abobadados e grandes aberturas para portas e janelas. No país britânico, o estilo passou por quatro grandes períodos: Gótico Normando, Gótico Inglês Inicial, Gótico Decorativo e Gótico Perpendicular. Foi a partir da segunda fase que o gótico inglês aprofundou a criação de características próprias, como formas de ornamentações e de vitrais.
O Neogótico, ou Revivência Gótica, como também é chamado, surgiu no século XIX e procurou aplicar características góticas para novas edificações. Enquanto, até o século XVI, a arquitetura gótica foi aplicada majoritariamente na construção de catedrais, o neogótico dava um novo ar ao movimento e buscava construir prédios públicos, casas de óperas e edifícios comercias.

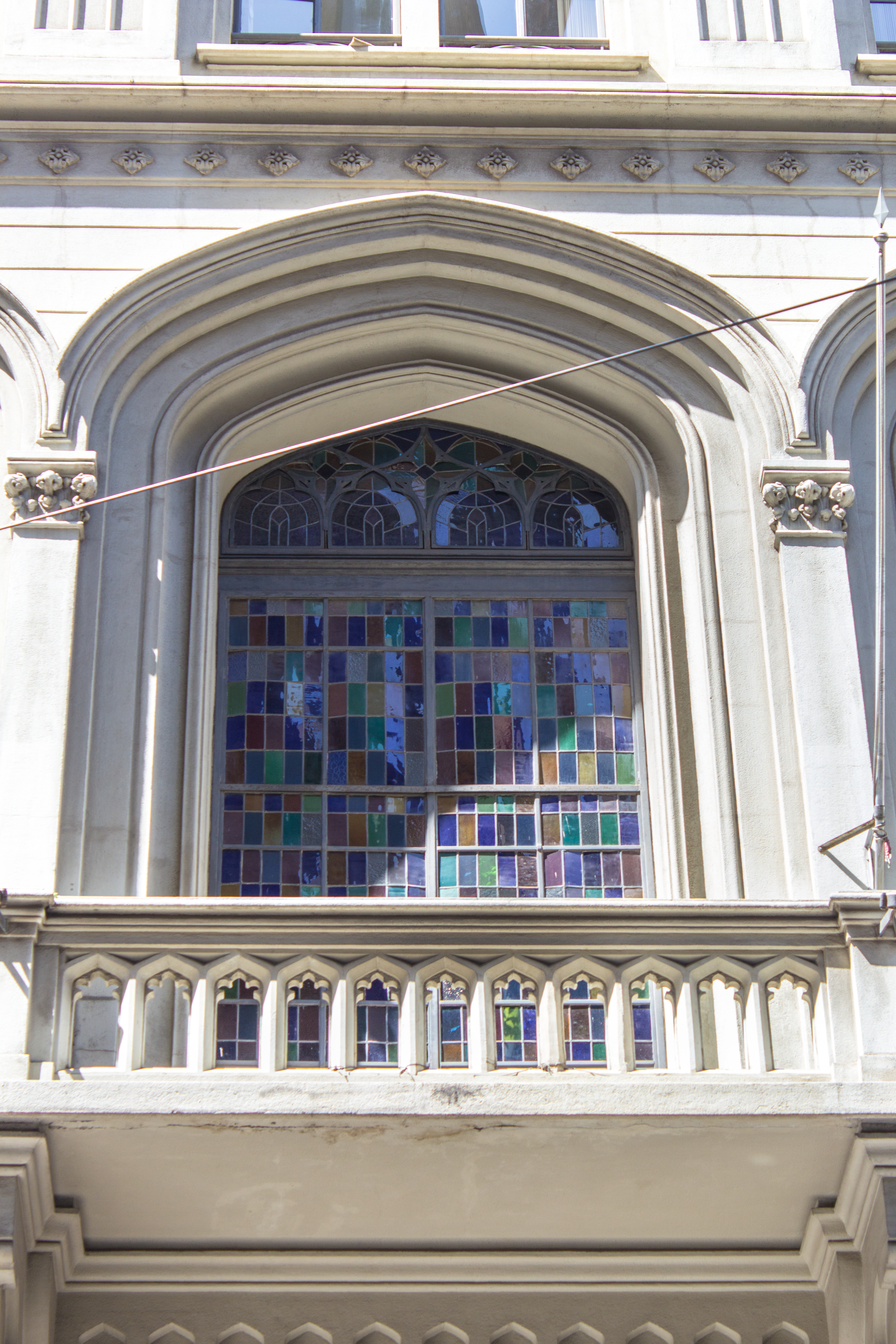
Vitrais na fachada do Edifício do London & River Plate Bank

Próximo à ponta da Rua XV de Novembro que faz esquina com a Praça Antônio Prado, a fachada do Edifício do London & River Plate Bank segue com fidelidade características do movimento arquitetônico. É marcado pela forte presença de linhas verticais. Fiel à sua construção original, o exterior do prédio é muito bem conservado, sofrendo apenas com alguns sinais de pichação. As portas principais de entrada são largas, com as vigas e o portão ornamentados. A parte que mais explicita a influência gótica na construção do prédio são as varandas logo acima da entrada, todas formadas por vitrais e com aberturas delineadas por arcos de ogiva.

## Significado histórico e cultural

### Tombamento
O Conselho Municipal de Preservação do Patrimônio Histórico, Cultural e Ambiental da cidade de São Paulo (CONPRESP) decidiu tombar o Edifício do London & River Plate Bank em 1992. O prédio, no entanto, não tem um processo próprio, pois foi tombado ao lado de 293 edificações e 9 logradouros públicos na região do Vale do Anhangabaú. De acordo com o CONPRESP, foram considerados o valor histórico, social e urbanístico representado pelos vários modos de organização do espaço urbano que compõem a área central da cidade de São Paulo, o significado paisagístico e ambiental assumido pelo Vale do Anhangabaú ao longo da história do município e, por fim, o interesse histórico-arquitetônico, ambiental e afetivo de diversos imóveis localizados na área.
O Edifício do London & River Plate Bank foi classificado com o nível de proteção que determina a preservação de suas características externas por causa de seu grande interesse histórico, arquitetônico ou paisagístico. É possível entender essa decisão, principalmente, pelo grande significado que o banco inglês teve na história do país. Com forte presença desde a formação da cidade de São Paulo, a instituição é um marco da interferência externa nas finanças nacionais, tendo sido uma grande influenciadora nas decisões econômicas da Primeira República Brasileira, que mantém negócios no país até hoje.

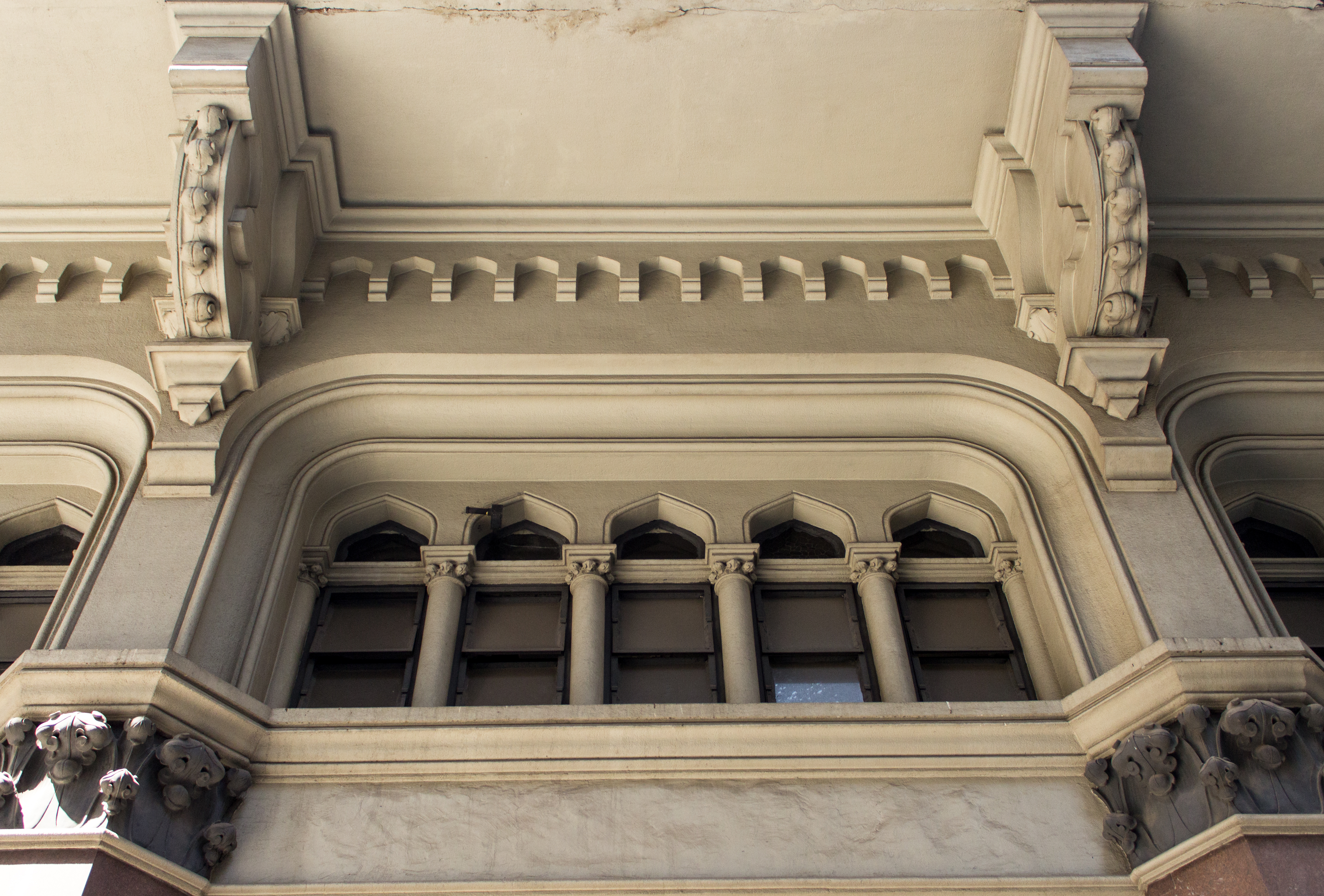
Detalhe dos adornos na fachada do Edifício do London & River Plate Bank

### Símbolo do domínio inglês
Principal potência do século XIX, a Inglaterra exercia forte influência na economia de toda a América Latina. No Brasil, a história não foi diferente. Depois da sua independência, em 7 de setembro de 1822, o país foi dominado economicamente através de uma burguesia inglesa instalada no território nacional, que controlava essencialmente o comércio, os transportes e o crédito.
O London & River Plate Bank era uma grande consequência e um símbolo desse domínio inglês, sendo o primeiro banco britânico a operar na América do Sul. Apesar de ainda fazer apenas sete anos que havia trazido os seus negócios para o Brasil, o banco foi protagonista na política do país em 1898. O governo republicano havia herdado do Império uma enorme dividida externa, que consumia a maior parte do saldo da balança comercial. No decorrer da década de 1890, a dívida chegou a crescer 30%. Com a situação alarmante, o presidente Prudente de Morais iniciou conversações com o London & River Plate Bank, enquanto Campos Sales – presidente já eleito mas ainda não empossado – foi atrás da Casa Rothschild.
A oportunidade de negociar a dívida brasileira gerou muito interesse ao London & River Plate Bank. Edward H. Tootal, que participou da equipe de instalação do banco no Rio de Janeiro e, na época, era gerente da sucursal de Paris da instituição, participou ativamente das conversas e elaborando o empréstimo de consolidação da dívida do governo, conhecido como Funding Loan, acertado em junho de 1898. Pelo acordo, o Brasil recebeu um crédito de 10 milhões de libras e houve a suspensão das amortizações até 1911. Em troca, o governo deu como garantia aos credores as rendas da alfândega do porto do Rio de Janeiro e se comprometeu a não contrair novos empréstimos até 1901, além de cumprir um programa de deflação.
O Funding Loan resolveu os problemas econômicos do país apenas por um breve período. O maior beneficiário da negociação foi, na verdade, o capital internacional que operava no país, sendo, neste caso, o Londo & River Plate Bank, que intermediou o acordo e ganhou novo status no cenário político nacional. Os seus representantes eram responsáveis pela fiscalização da realização das medidas acordadas. Muitos historiadores, como Boris Fausto e Caio Prado Júnior, analisam essa negociação como a consolidação da dependência da economia brasil ao capital estrangeiro.

## Estado atual

### Conservação do bem-cultural

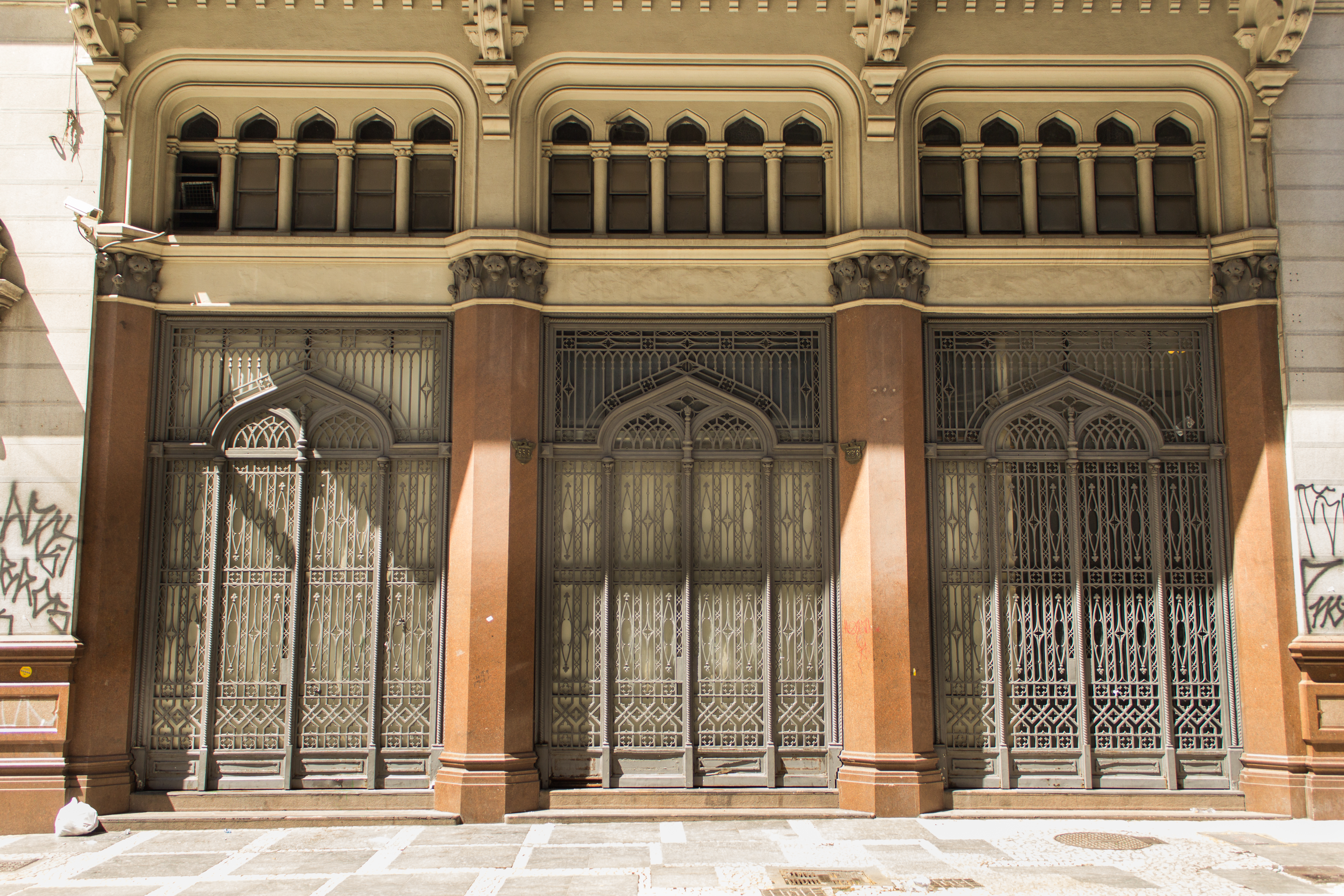
Fachada bem conservada do Edifício do London & River Plate Bank, mas com pichações dos lados

Utilizado durante toda a sua existência, o edifício do London & River Plate Bank se encontra muito bem conversado. Apesar de o tombamento ter proibido mudanças em suas características externas apenas em 1992, 80 anos depois de sua fundação, a sua fachada original está preservada até hoje. De qualquer forma, ao lado dos portões principais, na altura do solo, existem pichações, sendo esses os únicos sinais de má-conservação.

### Revitalização do centro

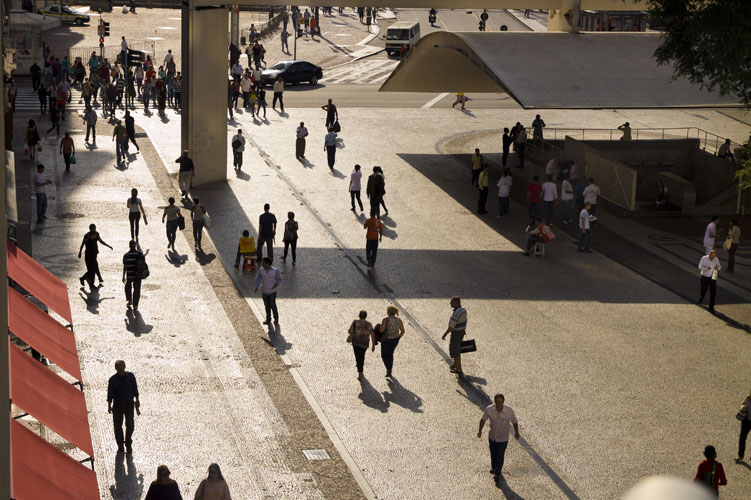
Calçadão na Rua Direita com a Praça Patriarca, no centro de São Paulo

Um dos motivos que podem justificar a boa conservação deste patrimônio histórico foram algumas políticas que buscam revitalizar o centro histórico de São Paulo. Por exemplo, em setembro de 1976, 20 ruas do centro da cidade, incluindo a Rua Quinze de Novembro, foram abertas para pedestres e fechadas para carros através da instalação de calçadões, por decisão do então prefeito Olavo Setúbal. Apesar da reação de alguns setores da cidade, como o comércio, a ideia do gestor era que as áreas ganhassem mais espaço para o lazer.
Mantidos até os dias de hoje, os calçadões permitiram que outros públicos desfrutassem da região central da cidade, colaborando para a preservação da sua infra-estrutura. Desde então, a Rua Quinze de Novembro tem aparecido cada vez mais em eventos culturais no município. Com a proposta de discutir a ocupação do espaço urbano, por exemplo, o festival "#Eseessaruafossesua?"  teve como sede a antiga via dominada por bancos e comércios chiques. Além dele, anualmente, a Virada Cultural, que tem o intuito de promover atividades artísticas pelo município, costuma instalar um de seus palcos para shows na Rua Quinze de Novembro. Até fora de grandes eventos, é comum encontrar artistas de rua trabalhando pela região.

## Galeria

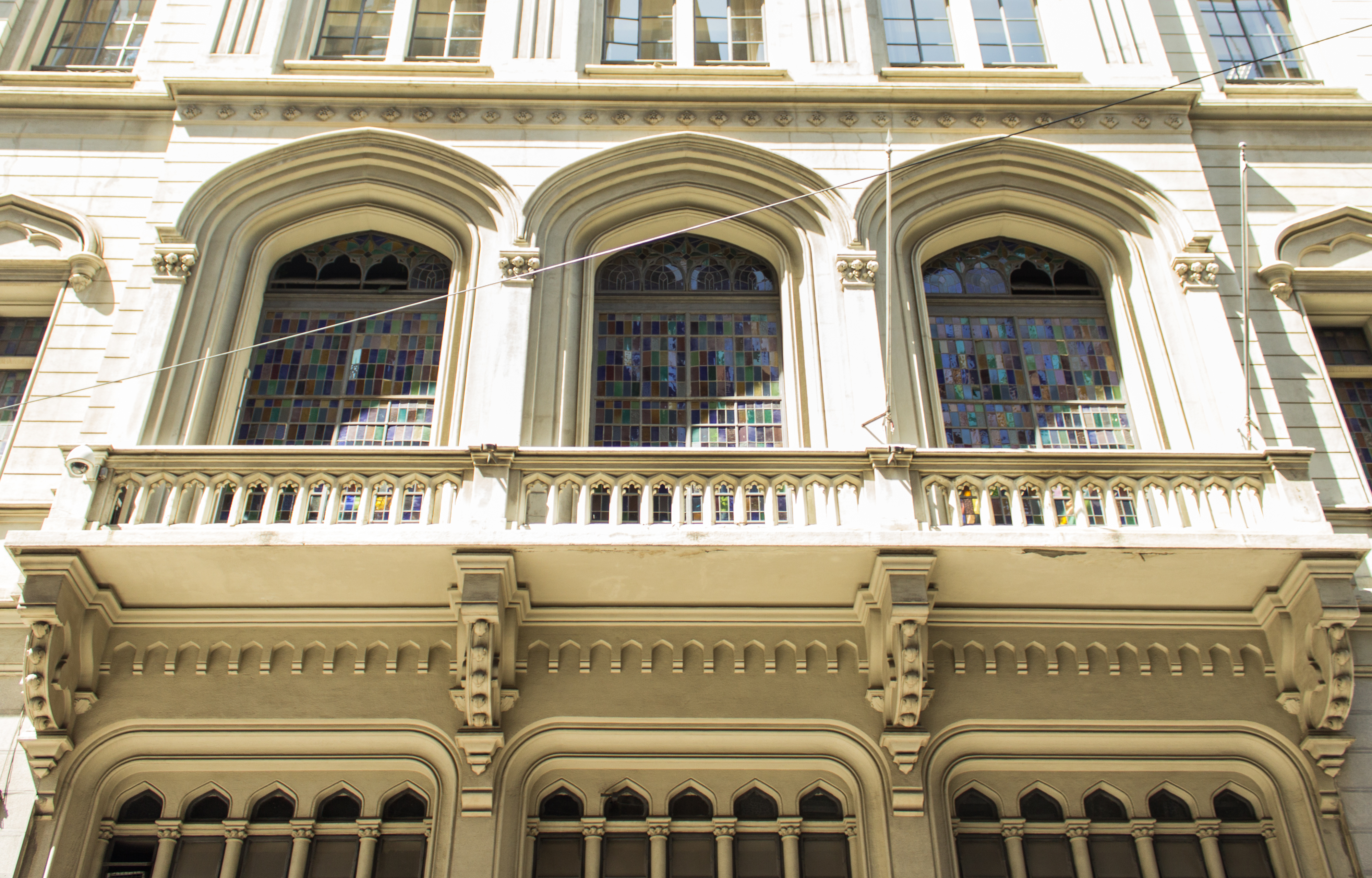
Vitrais na fachada do edifício
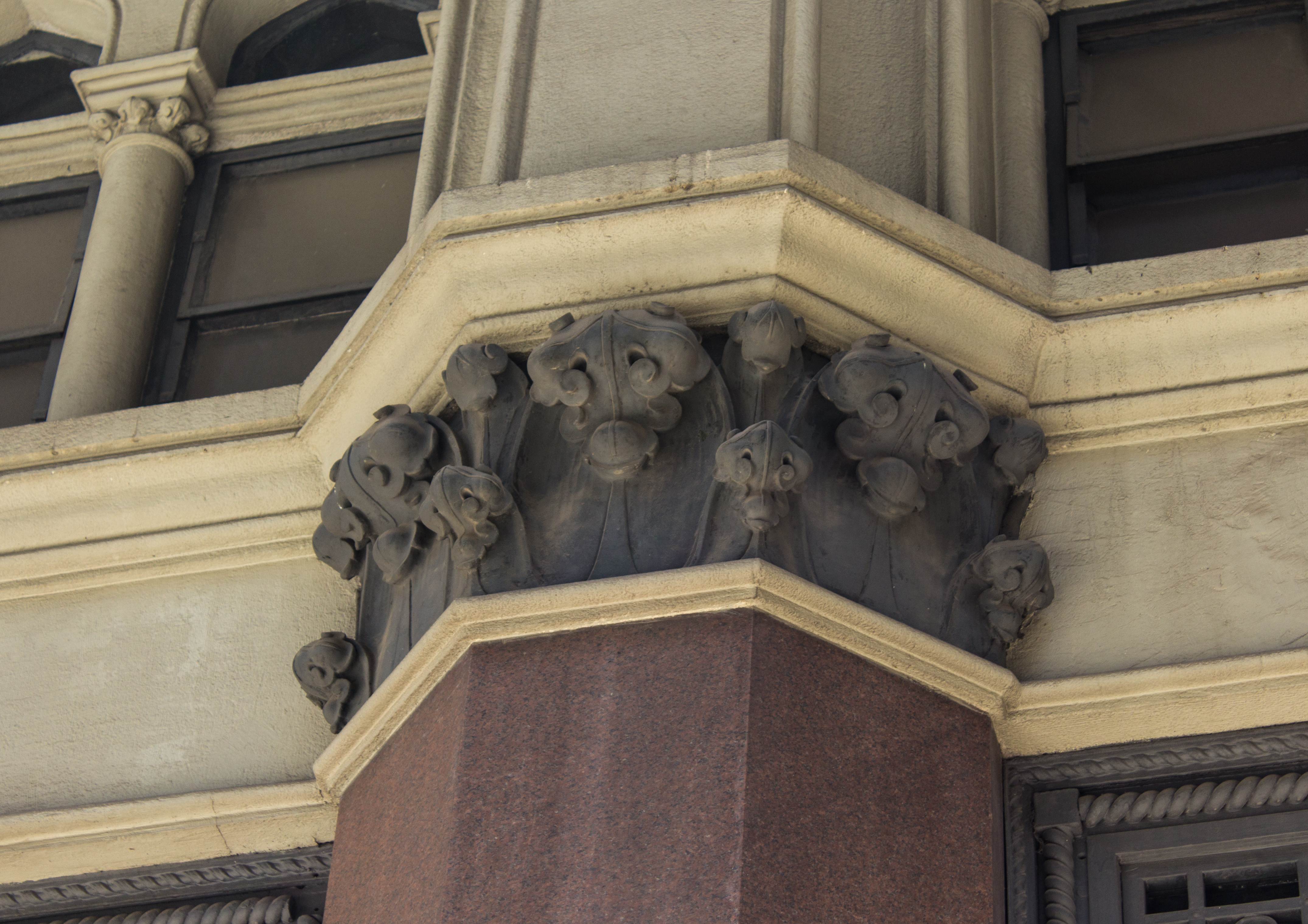
Detalhes de adornos na entrada
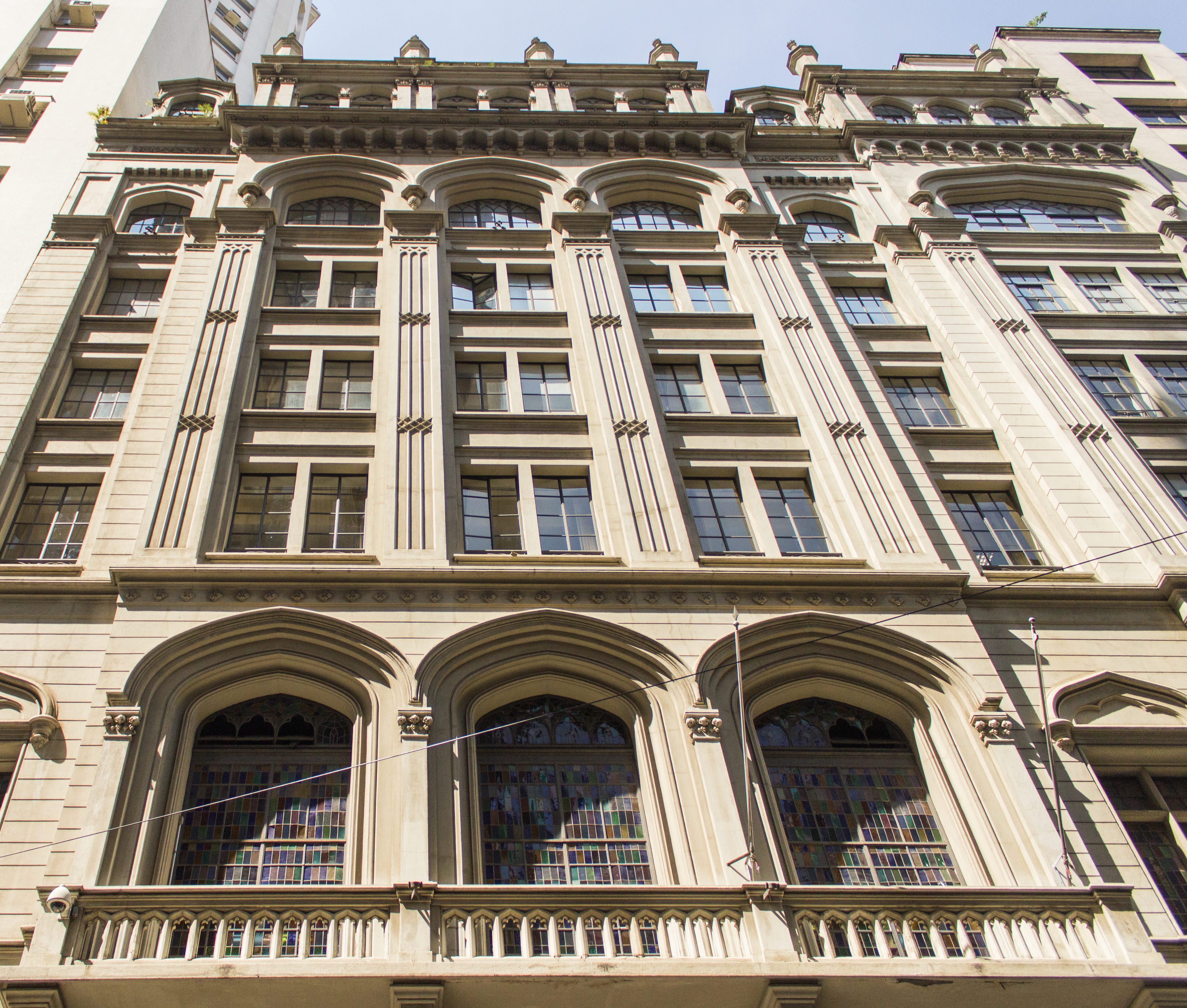
Visão do térreo do prédio
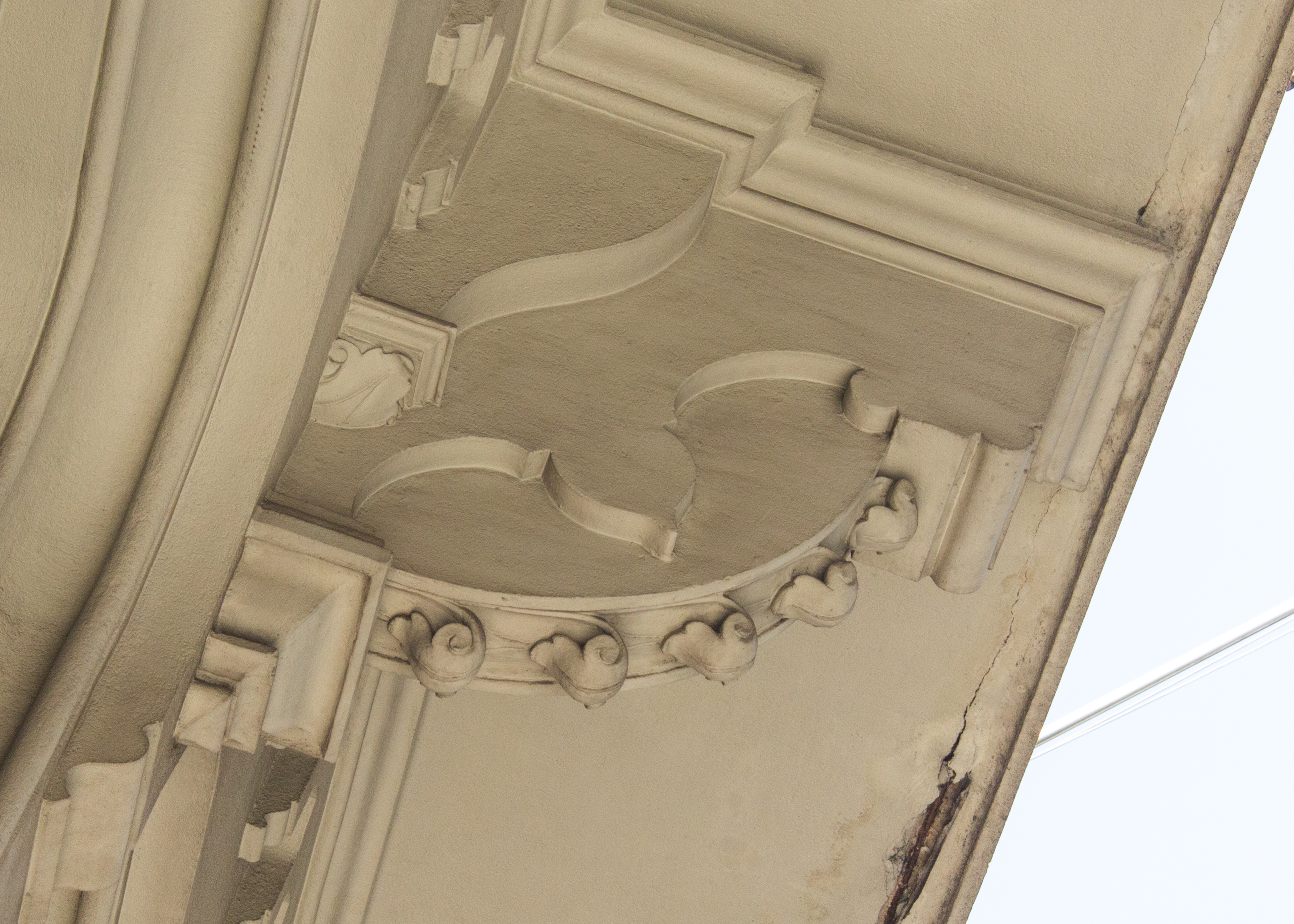
Decoração desempenhou um papel importante na construção do edifício
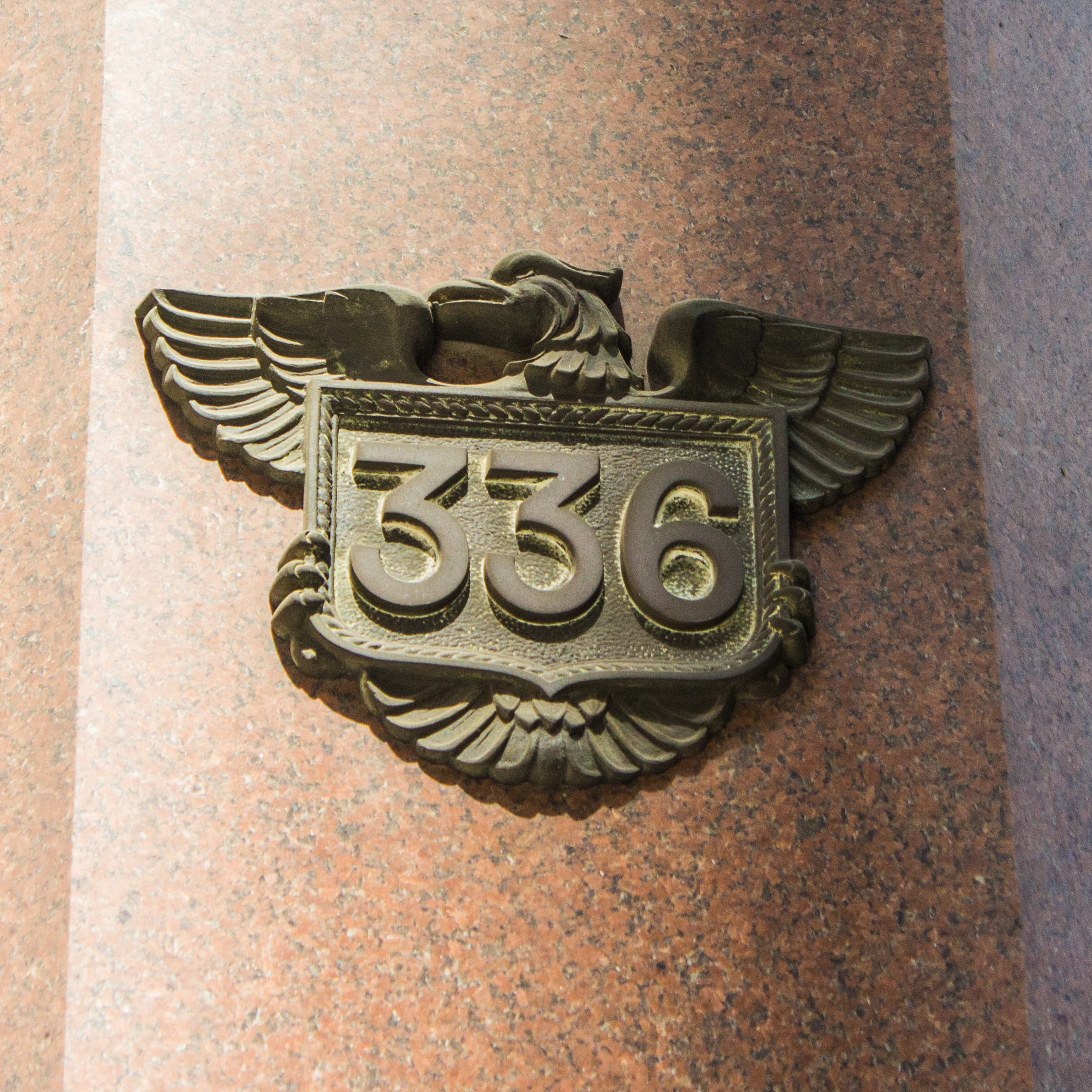
Detalhe no número do Edifício do London & River Plate Bank

## col+2
1. ↑  Yamagawa, Moyarte. Mônica. «Centro de São Paulo: Antigo London and River Plate Bank». moyarte.com.br. Consultado em 24 de abril de 2017
2. 1 2  Basso, Rafael Leão Rego (2008). «Plano diretor de iluminação urbana do Centro Histórico de São Paulo: uma nova ambiência e atmosfera para os calçadões.» (PDF). São Paulo. Consultado em 7 de novembro de 2016
3. 1 2  Bank of London and South America. A short history. Londres: Blades, East & Blades, 1957. Disponível em: http://www.gla.ac.uk/media/media_399820_en.pdf
4. ↑  BRASIL. Decreto nº 591, de 17 de outubro de 189. Diário Oficial da Republica dos Estados Unidos do Brazil, Rio de Janeiro, RJ, 17 de outubro de 1891. Disponível em: http://legis.senado.gov.br/legislacao/ListaTextoIntegral.action?id=51192&norma=66991
5. ↑  Bank of London & South America resultante da fusão entre London & Brazilian Bank com o London & River Plate Bank. O ESTADO DE S. PAULO, São Paulo, p. 1, 16 dez. 1923. Disponível em: http://acervo.estadao.com.br/pagina/#!/19231216-16394-nac-0001-999-1-not/busca/LONDON
6. ↑  http://www.lloydsbankinggroup.com/Our-Group/our-heritage/our-history/lloyds-bank-international/bank-of-london--south-america-bolsa/
7. ↑  SACONI, Rose. Primeiro shopping foi inaugurado em 1966. O ESTADO DE S. PAULO, São Paulo, p. 33, 22 fev. 2013. Disponível em: http://acervo.estadao.com.br/pagina/#!/20130222-43592-spo-33-cid-c2-not/busca/Rua+15+Novembro
8. ↑  «Revista Acrópole». www.acropole.fau.usp.br. Consultado em 27 de outubro de 2016
9. ↑  O ESTADO DE S. PAULO, São Paulo, p. 1, 02 jul. 1924. Disponível em: http://acervo.estadao.com.br/pagina/#!/19240702-16589-nac-0001-999-1-not/busca/LONDON
10. ↑   O ESTADO DE S. PAULO, São Paulo, p. 13, 09 mar. 1946. Disponível em:http://acervo.estadao.com.br/pagina/#!/19460309-21725-nac-0013-999-13-not/busca/rua+15+novembro+336
11. ↑  «Guia de Bens Culturais da Cidade de São Paulo» (PDF). Prefeitura de São Paulo. 2012. Consultado em 28 de outubro de 2016. Arquivado do original (PDF) em 25 de novembro de 2016
12. ↑  «Notícias | Portal do Governo do Estado de São Paulo». Portal do Governo do Estado de São Paulo
13. ↑  «O Rosário dos Pretos - São Paulo - Estadão». Estadão
14. ↑  Sanches, Aline. A Obra de Giancarlo Palanti no Brasil (PDF). [S.l.: s.n.] Consultado em 28 de outubro de 2016
15. ↑  Janson, H.W.; Janson, Anthony F. (2009). Iniciação à História da Arte. Traduzido por Jefferson Luiz Camargo 3ª ed. São Paulo: WMF Martins Fontes
16. ↑  Express, Britain. «Gothic Architecture in England». Britain Express (em inglês). Consultado em 7 de novembro de 2016
17. ↑  Glancey, Jonathan (2007). História da arquitetura. Tradução: Luís Carlos Borges e Marcos Marcionilo. São Paulo: Edições Loyola
18. ↑  «Prédios». Prédios de São Paulo. Consultado em 18 de novembro de 2016
19. 1 2 3  «Resolução no. 37/92» (PDF). Processo de tombamento. Departamento do Patrimônio Histórico, Secretaria Municipal de Cultura da Prefeitura do Município de São Paulo. Consultado em 12 de novembro de 2016
20. 1 2  Prado Júnior, Caio (2012). História Econômica do Brasil. 43ª ed. São Paulo: Brasiliense
21. ↑  «Lloyds TSB Bank volta ao Brasil - 26/01/2006 - Valor Online». noticias.uol.com.br. Consultado em 12 de novembro de 2016
22. ↑  Dowbor, Ladislau (1982). «A formação do capitalismo dependente no Brasil» (PDF). Editora Brasiliense. Consultado em 12 de novembro de 2016
23. 1 2  Szmrecsányi, Tamas (1 de janeiro de 2002). «ORIGENS E CONSEQÜÊNCIAS DO FUNDING LOAN DE 1898». Análise Econômica. 20 (38). ISSN 2176-5456
24. 1 2 3  Fausto, Boris (2010). História do Brasil. 13ª ed. São Paulo: Editora da Universidade de São Paulo
25. ↑  Folha de S.Paulo, São Paulo, p. 8, 04 set. 1976. Disponível em: http://acervo.folha.uol.com.br/fsp/1976/09/04/2/ , acesso em 12 de novembro de 2016
26. ↑  «Nos anos 70, fechamento de ruas do centro gerou discórdia em São Paulo - 30/08/2015 - Cotidiano - Folha de S.Paulo». www1.folha.uol.com.br. Consultado em 12 de novembro de 2016
27. ↑  «Evento discute ocupação urbana com shows na Rua Quinze de Novembro - Emais - Estadão». Estadão
28. ↑  O ESTADO DE S. PAULO, São Paulo, p.58, 14 de abril de 2011. Disponível em: http://acervo.estadao.com.br/pagina/#!/20110414-42912-spo-58-cid-c10-not/busca/Rua+15+Novembro , acesso em 12 de novembro de 2016.
29. ↑  O ESTADO DE S. PAULO, São Paulo, p. 35, 19 jul. 2011. Disponível em: http://acervo.estadao.com.br/pagina/#!/20110719-43008-nac-35-cid-c6-not/busca/Rua+15+Novembro, acessado em 12 de novembro de 2016.